# Orden des heiligen Josephs
Der Kaiserliche St. Josephs-Orden zu Burgfriedberg (auch als Orden des heiligen Joseph in Österreich bezeichnet) war ein Ritterorden für die Burgmannschaft der Reichsburg Friedberg sowie der zugehörigen Burggrafschaft. Er wurde am 6. November 1768 von Kaiser Joseph II. gestiftet. Der regierende Kaiser war Großmeister, der Burggraf Großprior. Die Regimentsburgmannen wurden zu Kommandeuren, die einfachen Burgmannen zu Rittern des Ordens ernannt.

## Ordensdekoration
Das Ordenszeichen war ein goldenes Tatzenkreuz mit einem weiß emaillierten Rand. Auf dem Kreuz befand sich der kaiserliche Doppeladler mit der Kaiserkrone darüber. Auf der Brustmitte des Adlers stand der verschlungene Namen St. Joseph mit der Umschrift Virtutis avitae Aemuli (Nacheiferer altväterlicher Tugend). Die Rückseite des Kreuzes war blau emailliert mit weißen Rand. In der Mitte waren mit goldenen Buchstaben die Worte Imperatoris Auspiciis Lege Imperii conservamur (Unter des Kaisers Schirm erhalten uns die Reichsgesetze) angebracht.

## Ordensband und Trageweise

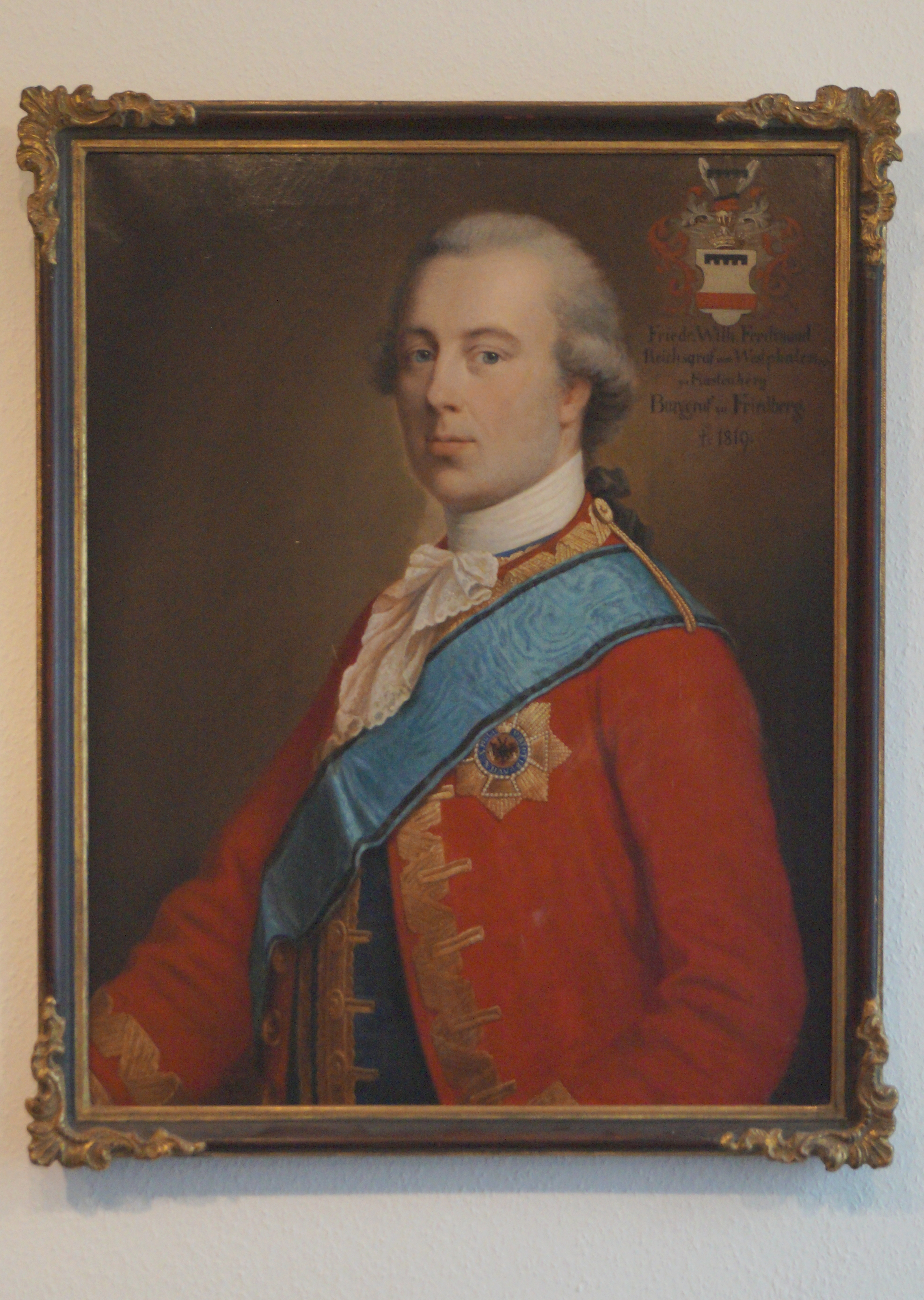
Der letzte Burggraf Clemens August von Westphalen mit Bruststern und Schulterband

Das Ordensband war hellblau mit schwarzem Rand.
Der Großprior und die Kommandeure trugen es als Schärpe von der rechten Schulter zur linken Hüftseite. Dazu gehörte auf der linken Brust ein achtstrahliger Bruststern mit der aufgelegten Vorderseite des Ordenszeichens. Ritter trugen ein kleineres Kreuz an einem schmaleren Band um den Hals ohne den Bruststern.